# Портрет Низами
«Портрет Низами» или «Портретный образ великого поэта Низами Гянджеви» (азерб. Nizaminin portreti) — художественное изображение классика персидской поэзии XII века Низами Гянджеви, созданное в 1940 году азербайджанским советским художником Газанфаром Халыковым. Картина была написана в рамках юбилейной кампании 800-летия Низами. Хранится в Музее азербайджанской литературы имени Низами Гянджеви в Баку. Этот портрет считается серьёзным творческим достижением Халыкова.
Низами Гянджеви изображён сидящим с книгой на коленях. Несмотря на излишне тёмный колорит картины, искусствовед Н. М. Миклашевская отмечает, что впечатляет выражение благородного лица и характерного головного убора, а также строгие линии одежды.
Картина выставлялась на выставке «Работы азербайджанских художников в дни Великой Отечественной войны» в 1943 году (Москва, Государственная Третьяковская галерея).
Аутентичное изображение Низами, в соответствии с предписаниями Корана, отсутствует.

## История создания
В 1939 году был объявлен конкурс на создание художественного образа Низами Гянджеви. Несмотря на то, что Газанфар Халыков в первом туре конкурса участия не принимал, он выполнил выразительный портрет поэта в рисунке. Об этом рисунке востоковед академик Евгений Бертельс сказал, что предложенный образ исторически достоверен и Низами мог быть таким. Халыкова вдохновили и ободрили консультации с Бертельсом, философом Гейдаром Гусейновым и литературоведом Гамидом Араслы. В итоге Газанфар Халыков взял за основу упомянутый рисунок и создал живописный портрет Низами Гянджеви. В 1940 году этот портрет был признан лучшим и удостоен I премии во втором туре конкурса. Помимо Халыкова в конкурсе принимали участие художники К. Ханларов, А. Касимов, Т. Тагиев, М. Наджафов, Б. Семёнов и Р. Топчибашев.